# Beaumont-Sardolles
Beaumont-Sardolles este o comună în departamentul Nièvre din centrul Franței. În 2009 avea o populație de 119 de locuitori.

## Evoluția populației
| An        | 1975 | 1982 | 1990 | 1999 | 2006 | 2009 |
| --------- | ---- | ---- | ---- | ---- | ---- | ---- |
| Populație | 194  | 161  | 118  | 107  | 121  | 119  |